# Lippeaue zwischen Dolberg und Uentrop
Koordinaten: 51° 42′ 18″ N, 7° 55′ 54″ O

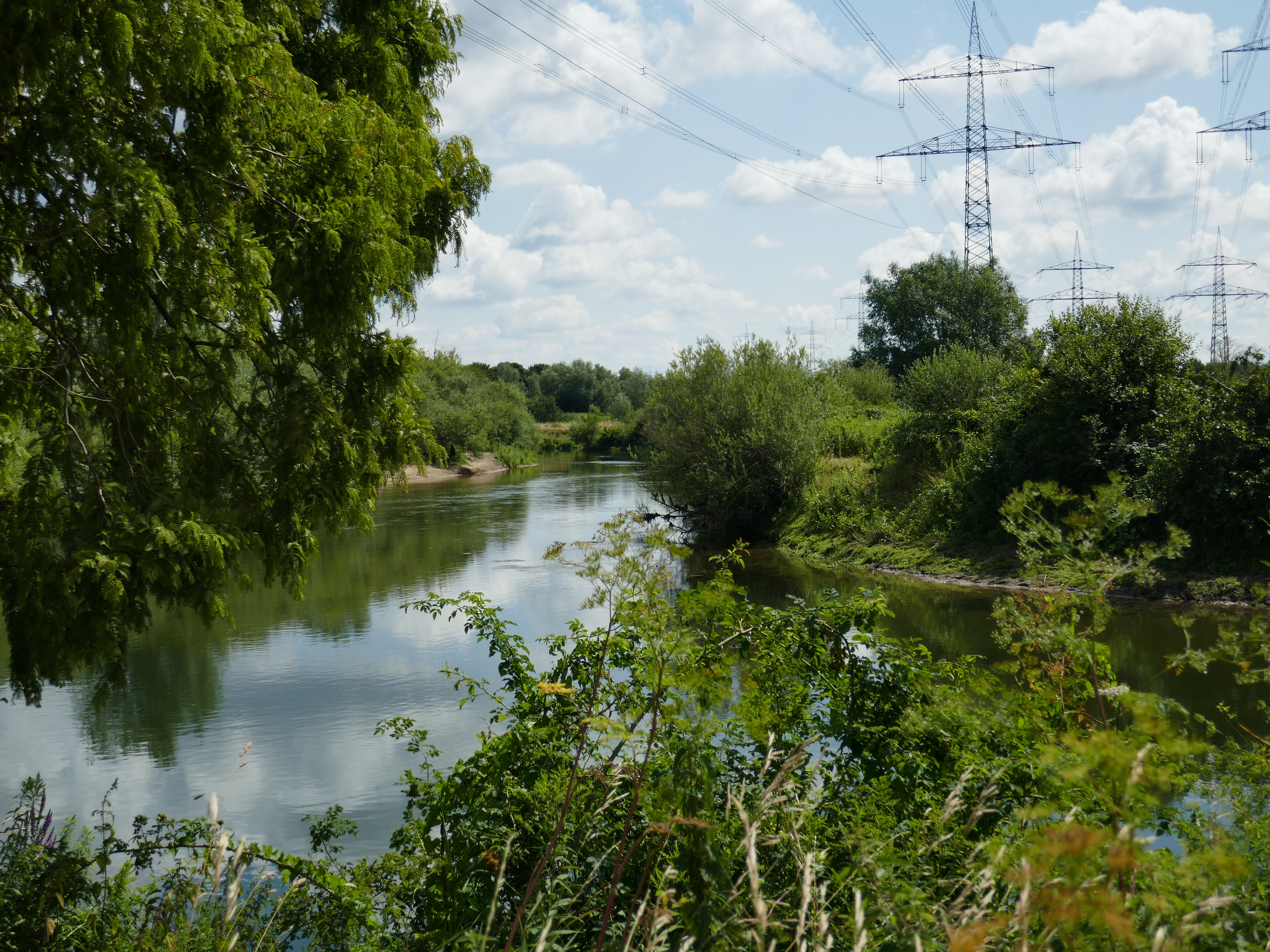
Lippeaue bei Dolberg

Das Naturschutzgebiet Lippeaue zwischen Dolberg und Uentrop liegt auf dem Gebiet der Stadt Ahlen im Kreis Warendorf in Nordrhein-Westfalen. Das rund 35,45 ha große Gebiet, das im Jahr 1983 unter der Schlüsselnummer WAF-036 unter Naturschutz gestellt wurde, erstreckt sich südöstlich von Dolberg (Stadtteil von Ahlen) und nordwestlich von Uentrop (Ortsteil der Stadt Hamm) entlang der Lippe. Östlich des Gebietes verläuft die A 2, westlich erstreckt sich das rund 72,7 große Naturschutzgebiet (NSG) Oberwerrieser Mersch, östlich das 368,4 ha große NSG Uentruper Wald und südlich das rund 20,8 ha große NSG Haarener Baggerseen.